# Loukas Vyntra
Loukas Vyntra (in greco Λουκάς Βύντρα; Město Albrechtice, 5 febbraio 1981) è un ex calciatore ceco naturalizzato greco, di ruolo difensore.

## Carriera

### Club

#### Gli inizi
Nato a Město Albrechtice, nell'allora Cecoslovacchia, da padre ceco e madre greca, in tenera età si trasferisce nel paese natale della madre. Cresciuto nell'Almopos Aridea, a 18 anni firma il suo primo contratto professionistico col Panīleiakos. Nel 2000 disputa una stagione in prestito in terza serie col GAS Veria. Tornato al Panīleiakos, entra pian piano tra le file dei titolari della squadra, allora militante in seconda divisione. Nel 2002-2003 è tra i protagonisti della promozione in Alpha Ethiniki del club di Pyrgos. Il 24 agosto 2003 debutta nella massima serie greca nella sconfitta per 3-2 in casa del Paniōnios, prima giornata della stagione 2003-2004.

#### Panathīnaïkos
A gennaio 2004 arriva la grande chiamata del Panathīnaïkos, di cui sarà una pedina fondamentale, interpretando sia il ruolo di terzino destro che di centrale di difesa. Il 1º febbraio 2004 esordisce con la maglia verde nel derby ateniese vinto 2-1 contro l'AEK. A fine anno si aggiudica il double Campionato e Coppa di Grecia.
Il 29 settembre 2004 fa il suo debutto nelle coppe europee, nella sconfitta per 1-0 ad Eindhoven contro il PSV in Champions League. Il 16 febbraio 2005 segna la sua prima rete col Panathīnaïkos, nell'incontro d'andata del turno intermedio di Coppa UEFA contro il Siviglia vinto dai greci 1-0. Al ritorno in Andalusia, gli spagnoli avranno la meglio per 2-0. In questi due match di coppa l'allenatore Alberto Malesani lo utilizza come centrocampista di destra. A partire dal 2008-2009, con Henk ten Cate in panchina, gioca prevalentemente come difensore centrale.
Rimane ad Atene nove anni, fino al gennaio del 2013, conquistando nel frattempo un altro double nel 2010 (campionato e coppa nazionale) e collezionando più di 200 presenze in campionato con la maglia del Pana.

#### Levante
Nel gennaio 2013 approda in Spagna, al Levante, per €1,75 milioni. Il 19 gennaio 2014 segna il suo primo gol con la maglia dei valenzani nel pareggio per 1-1 contro il Barcellona, mentre la settimana successiva un'altra sua rete è determinante nella vittoria esterna per 3-2 sul Siviglia. Col Levante raccoglie complessivamente 75 presenze in Liga in un anno e mezzo.

#### Hapoel Tel Aviv
Il 27 luglio 2015 si accorda col club israeliano dell'Hapoel Tel Aviv, con cui sottoscrive un contratto biennale. Nell'agosto 2016, dopo una sola stagione, rescinde anzitempo il contratto.

#### Omonia
Il 29 agosto 2016 diventa un nuovo giocatore dell'Omonia, compagine della massima serie cipriota. Il 10 settembre fa il suo esordio nel pareggio per 1-1 col Doxa Katōkopias. Il 5 febbraio 2017 marca la prima rete col nuovo club nella vittoria esterna per 4-2 contro l'Arīs Lemesou. Rimane a Nicosia tre stagioni, fino al 2019, collezionando 43 presenze.

#### Lamia
Il 17 luglio 2019 fa ritorno in Grecia, accordandosi col Lamia, in prima divisione ellenica. Dopo tre stagioni in massima serie, nel 2022 si ritira dal calcio a 41 anni.

### Nazionale
Dopo essere sceso in campo 20 volte con la nazionale under-21, ed aver disputato con la nazionale olimpica i Giochi di Atene 2004, l'8 giugno 2005 debutta al Pireo con la nazionale ellenica maggiore nel match di qualificazione ai Mondiali 2006 contro l'Ucraina (sconfitta dei greci per 0-1). Qualche giorno dopo fa parte della spedizione greca alla Confederations Cup 2005 in Germania.
Viene convocato da Rehhagel anche per Euro 2008 (solo una presenza a Salisburgo nella sconfitta per 1-2 contro la Spagna futura vincitrice) e per i Mondiali 2010 in Sudafrica, dove gioca tutti e tre gli incontri della fase a gironi. Non facente parte dei convocati ad Euro 2012, la sua ultima rassegna iridata sono i Mondiali 2014 in Brasile, in cui però non scende mai in campo. Il 13 novembre 2015 gioca la sua ultima partita in nazionale nel match perso 1-0 col Lussemburgo, andando in campo con la fascia al braccio per l'occasione.

## Statistiche

### Presenze e reti nei club
Statistiche aggiornate al 15 luglio 2019.
| Stagione             | Squadra              | Campionato           | Campionato | Campionato | Coppe nazionali | Coppe nazionali | Coppe nazionali | Coppe continentali | Coppe continentali | Coppe continentali | Altre coppe | Altre coppe | Altre coppe | Totale | Totale |
| Stagione             | Squadra              | Comp                 | Pres       | Reti       | Comp            | Pres            | Reti            | Comp               | Pres               | Reti               | Comp        | Pres        | Reti        | Pres   | Reti   |
| -------------------- | -------------------- | -------------------- | ---------- | ---------- | --------------- | --------------- | --------------- | ------------------ | ------------------ | ------------------ | ----------- | ----------- | ----------- | ------ | ------ |
| 2003-2004            | Panathīnaïkos        | AE                   | 5          | 0          | CG              | 3               | 0               | CU                 | 0                  | 0                  | -           | -           | -           | 8      | 0      |
| 2004-2005            | Panathīnaïkos        | AE                   | 27         | 0          | CG              | 3               | 0               | UCL+CU             | 5+2                | 0+1                | -           | -           | -           | 37     | 1      |
| 2005-2006            | Panathīnaïkos        | AE                   | 23         | 0          | CG              | 1               | 0               | UCL                | 6                  | 0                  | -           | -           | -           | 30     | 0      |
| 2006-2007            | Panathīnaïkos        | SL                   | 26         | 0          | CG              | 6               | 0               | CU                 | 8                  | 0                  | -           | -           | -           | 40     | 0      |
| 2007-2008            | Panathīnaïkos        | SL                   | 19+4       | 0          | CG              | 1               | 0               | CU                 | 7                  | 0                  | -           | -           | -           | 31     | 0      |
| 2008-2009            | Panathīnaïkos        | SL                   | 24+6       | 2          | CG              | 3               | 0               | UCL                | 12                 | 0                  | -           | -           | -           | 45     | 2      |
| 2009-2010            | Panathīnaïkos        | SL                   | 24         | 3          | CG              | 5               | 0               | UCL+UEL            | 4+9                | 0+1                | -           | -           | -           | 42     | 4      |
| 2010-2011            | Panathīnaïkos        | SL                   | 25+6       | 2          | CG              | 3               | 2               | UCL                | 6                  | 0                  | -           | -           | -           | 40     | 4      |
| 2011-2012            | Panathīnaïkos        | SL                   | 18+6       | 0          | CG              | 2               | 1               | UCL+UEL            | 2+2                | 0                  | -           | -           | -           | 30     | 1      |
| 2012-gen. 2013       | Panathīnaïkos        | SL                   | 14         | 2          | CG              | 1               | 0               | UCL+UEL            | 4+5                | 0                  | -           | -           | -           | 24     | 2      |
| Totale Panathinaikos | Totale Panathinaikos | Totale Panathinaikos | 205+22     | 9          |                 | 28              | 3               |                    | 72                 | 2                  |             | -           | -           | 327    | 14     |
| gen.-giu. 2013       | Levante              | PD                   | 15         | 0          | CR              | -               | -               | UEL                | -                  | -                  | -           | -           | -           | 15     | 0      |
| 2013-2014            | Levante              | PD                   | 33         | 2          | CR              | 5               | 0               | -                  | -                  | -                  | -           | -           | -           | 38     | 2      |
| 2014-2015            | Levante              | PD                   | 27         | 0          | CR              | 0               | 0               | -                  | -                  | -                  | -           | -           | -           | 27     | 0      |
| Totale Levante       | Totale Levante       | Totale Levante       | 75         | 2          |                 | 5               | 0               |                    | -                  | -                  |             | -           | -           | 80     | 2      |
| 2015-2016            | Hapoel Tel Aviv      | Lh                   | 23+2       | 0          | CI+CdL          | 2+2             | 0               | -                  | -                  | -                  | -           | -           | -           | 29     | 0      |
| 2016-2017            | Omonia               | AK                   | 22+6       | 1+1        | CC              | 4               | 0               | UEL                | -                  | -                  | -           | -           | -           | 32     | 2      |
| 2017-2018            | Omonia               | AK                   | 7+8        | 1+0        | CC              | 1               | 0               | -                  | -                  | -                  | -           | -           | -           | 16     | 1      |
| 2018-2019            | Omonia               | AK                   | 27         | 1          | CC              | 2               | 0               | -                  | -                  | -                  | -           | -           | -           | 29     | 1      |
| Totale Omonia        | Totale Omonia        | Totale Omonia        | 70         | 4          |                 | 7               | 0               |                    | -                  | -                  |             | -           | -           | 77     | 4      |
| Totale carriera      | Totale carriera      | Totale carriera      | 397        | 15         |                 | 43              | 3               |                    | 72                 | 2                  |             | -           | -           | 513    | 20     |

### Cronologia presenze e reti in nazionale
| Cronologia completa delle presenze e delle reti in nazionale ― Grecia | Cronologia completa delle presenze e delle reti in nazionale ― Grecia | Cronologia completa delle presenze e delle reti in nazionale ― Grecia | Cronologia completa delle presenze e delle reti in nazionale ― Grecia | Cronologia completa delle presenze e delle reti in nazionale ― Grecia | Cronologia completa delle presenze e delle reti in nazionale ― Grecia | Cronologia completa delle presenze e delle reti in nazionale ― Grecia | Cronologia completa delle presenze e delle reti in nazionale ― Grecia |
| Data                                                                  | Città                                                                 | In casa                                                               | Risultato                                                             | Ospiti                                                                | Competizione                                                          | Reti                                                                  | Note                                                                  |
| --------------------------------------------------------------------- | --------------------------------------------------------------------- | --------------------------------------------------------------------- | --------------------------------------------------------------------- | --------------------------------------------------------------------- | --------------------------------------------------------------------- | --------------------------------------------------------------------- | --------------------------------------------------------------------- |
| 8-6-2005                                                              | Il Pireo                                                              | Grecia                                                                | 0 – 1                                                                 | Ucraina                                                               | Qual. Mondiali 2006                                                   | -                                                                     | 56’ 85’                                                               |
| 16-6-2005                                                             | Lipsia                                                                | Brasile                                                               | 3 – 0                                                                 | Grecia                                                                | Conf. Cup 2005 - 1º turno                                             | -                                                                     | 46’                                                                   |
| 22-6-2005                                                             | Francoforte sul Meno                                                  | Grecia                                                                | 0 – 0                                                                 | Messico                                                               | Conf. Cup 2005 - 1º turno                                             | -                                                                     |                                                                       |
| 17-8-2005                                                             | Bruxelles                                                             | Belgio                                                                | 2 – 0                                                                 | Grecia                                                                | Amichevole                                                            | -                                                                     | 71’                                                                   |
| 16-11-2005                                                            | Il Pireo                                                              | Grecia                                                                | 2 – 1                                                                 | Ungheria                                                              | Amichevole                                                            | -                                                                     | 53’                                                                   |
| 21-1-2006                                                             | Riad                                                                  | Corea del Sud                                                         | 1 – 1                                                                 | Grecia                                                                | Amichevole                                                            | -                                                                     |                                                                       |
| 25-1-2006                                                             | Riad                                                                  | Arabia Saudita                                                        | 1 – 1                                                                 | Grecia                                                                | Amichevole                                                            | -                                                                     |                                                                       |
| 28-2-2006                                                             | Limassol                                                              | Grecia                                                                | 1 – 0                                                                 | Bielorussia                                                           | Amichevole                                                            | -                                                                     | 46’                                                                   |
| 1-3-2006                                                              | Nicosia                                                               | Grecia                                                                | 2 – 0                                                                 | Kazakistan                                                            | Amichevole                                                            | -                                                                     | 64’                                                                   |
| 16-8-2006                                                             | Manchester                                                            | Inghilterra                                                           | 4 – 0                                                                 | Grecia                                                                | Amichevole                                                            | -                                                                     |                                                                       |
| 6-2-2007                                                              | Londra                                                                | Grecia                                                                | 0 – 1                                                                 | Corea del Sud                                                         | Amichevole                                                            | -                                                                     | 46’                                                                   |
| 28-3-2007                                                             | Ta' Qali                                                              | Malta                                                                 | 0 – 1                                                                 | Grecia                                                                | Qual. Euro 2008                                                       | -                                                                     |                                                                       |
| 22-8-2007                                                             | Salonicco                                                             | Grecia                                                                | 2 – 3                                                                 | Spagna                                                                | Amichevole                                                            | -                                                                     | 46’                                                                   |
| 21-11-2007                                                            | Budapest                                                              | Ungheria                                                              | 1 – 2                                                                 | Grecia                                                                | Qual. Euro 2008                                                       | -                                                                     |                                                                       |
| 5-2-2008                                                              | Strovolos                                                             | Grecia                                                                | 1 – 0                                                                 | Rep. Ceca                                                             | Amichevole                                                            | -                                                                     | 46’                                                                   |
| 26-3-2008                                                             | Düsseldorf                                                            | Grecia                                                                | 2 – 1                                                                 | Portogallo                                                            | Amichevole                                                            | -                                                                     | 46’                                                                   |
| 19-5-2008                                                             | Patrasso                                                              | Grecia                                                                | 2 – 0                                                                 | Cipro                                                                 | Amichevole                                                            | -                                                                     | 71’                                                                   |
| 24-5-2008                                                             | Budapest                                                              | Ungheria                                                              | 3 – 2                                                                 | Grecia                                                                | Amichevole                                                            | -                                                                     | 67’                                                                   |
| 18-6-2008                                                             | Salisburgo                                                            | Grecia                                                                | 1 – 2                                                                 | Spagna                                                                | Euro 2008 - 1º turno                                                  | -                                                                     | 90’                                                                   |
| 20-8-2008                                                             | Bratislava                                                            | Slovacchia                                                            | 0 – 2                                                                 | Grecia                                                                | Amichevole                                                            | -                                                                     | 68’                                                                   |
| 19-11-2008                                                            | Il Pireo                                                              | Grecia                                                                | 1 – 1                                                                 | Italia                                                                | Amichevole                                                            | -                                                                     | 78’                                                                   |
| 12-8-2009                                                             | Bydgoszcz                                                             | Polonia                                                               | 2 – 0                                                                 | Grecia                                                                | Amichevole                                                            | -                                                                     |                                                                       |
| 5-9-2009                                                              | Basilea                                                               | Svizzera                                                              | 2 – 0                                                                 | Grecia                                                                | Qual. Mondiali 2010                                                   | -                                                                     | 7’, 42’                                                               |
| 14-10-2009                                                            | Atene                                                                 | Grecia                                                                | 2 – 1                                                                 | Lussemburgo                                                           | Qual. Mondiali 2010                                                   | -                                                                     | 82’                                                                   |
| 14-11-2009                                                            | Atene                                                                 | Grecia                                                                | 0 – 0                                                                 | Ucraina                                                               | Qual. Mondiali 2010                                                   | -                                                                     |                                                                       |
| 18-11-2009                                                            | Donec'k                                                               | Ucraina                                                               | 0 – 1                                                                 | Grecia                                                                | Qual. Mondiali 2010                                                   | -                                                                     | 63’                                                                   |
| 3-3-2010                                                              | Volo                                                                  | Grecia                                                                | 0 – 2                                                                 | Senegal                                                               | Amichevole                                                            | -                                                                     |                                                                       |
| 25-5-2010                                                             | Altach                                                                | Corea del Nord                                                        | 2 – 2                                                                 | Grecia                                                                | Amichevole                                                            | -                                                                     | 46’                                                                   |
| 2-6-2010                                                              | Winterthur                                                            | Paraguay                                                              | 2 – 0                                                                 | Grecia                                                                | Amichevole                                                            | -                                                                     | 46’                                                                   |
| 12-6-2010                                                             | Port Elizabeth                                                        | Corea del Sud                                                         | 2 – 0                                                                 | Grecia                                                                | Mondiali 2010 - 1º turno                                              | -                                                                     |                                                                       |
| 17-6-2010                                                             | Bloemfontein                                                          | Nigeria                                                               | 1 – 2                                                                 | Grecia                                                                | Mondiali 2010 - 1º turno                                              | -                                                                     |                                                                       |
| 22-6-2010                                                             | Polokwane                                                             | Argentina                                                             | 2 – 0                                                                 | Grecia                                                                | Mondiali 2010 - 1º turno                                              | -                                                                     |                                                                       |
| 11-8-2010                                                             | Belgrado                                                              | Serbia                                                                | 0 – 1                                                                 | Grecia                                                                | Amichevole                                                            | -                                                                     | 81’                                                                   |
| 7-9-2010                                                              | Zagabria                                                              | Croazia                                                               | 0 – 0                                                                 | Grecia                                                                | Qual. Euro 2012                                                       | -                                                                     |                                                                       |
| 12-10-2010                                                            | Il Pireo                                                              | Grecia                                                                | 2 – 1                                                                 | Israele                                                               | Qual. Euro 2012                                                       | -                                                                     |                                                                       |
| 17-11-2010                                                            | Vienna                                                                | Austria                                                               | 1 – 2                                                                 | Grecia                                                                | Amichevole                                                            | -                                                                     | 46’                                                                   |
| 9-2-2011                                                              | Larissa                                                               | Grecia                                                                | 1 – 0                                                                 | Canada                                                                | Amichevole                                                            | -                                                                     | 46’                                                                   |
| 29-3-2011                                                             | Il Pireo                                                              | Grecia                                                                | 0 – 0                                                                 | Polonia                                                               | Amichevole                                                            | -                                                                     |                                                                       |
| 7-6-2011                                                              | New York                                                              | Ecuador                                                               | 1 – 1                                                                 | Grecia                                                                | Amichevole                                                            | -                                                                     | 70’                                                                   |
| 6-9-2011                                                              | Riga                                                                  | Lettonia                                                              | 1 – 1                                                                 | Grecia                                                                | Qual. Euro 2012                                                       | -                                                                     | 72’                                                                   |
| 7-10-2011                                                             | Il Pireo                                                              | Grecia                                                                | 2 – 0                                                                 | Croazia                                                               | Qual. Euro 2012                                                       | -                                                                     | 43’                                                                   |
| 11-10-2011                                                            | Tbilisi                                                               | Georgia                                                               | 1 – 2                                                                 | Grecia                                                                | Qual. Euro 2012                                                       | -                                                                     |                                                                       |
| 15-8-2012                                                             | Oslo                                                                  | Norvegia                                                              | 2 – 3                                                                 | Grecia                                                                | Amichevole                                                            | -                                                                     | 46’                                                                   |
| 14-11-2012                                                            | Dublino                                                               | Irlanda                                                               | 0 – 1                                                                 | Grecia                                                                | Amichevole                                                            | -                                                                     | 60’                                                                   |
| 14-8-2013                                                             | Salisburgo                                                            | Austria                                                               | 0 – 2                                                                 | Grecia                                                                | Amichevole                                                            | -                                                                     | 77’                                                                   |
| 15-10-2013                                                            | Il Pireo                                                              | Grecia                                                                | 2 – 0                                                                 | Liechtenstein                                                         | Qual. Mondiali 2014                                                   | -                                                                     |                                                                       |
| 19-11-2013                                                            | Bucarest                                                              | Romania                                                               | 1 – 1                                                                 | Grecia                                                                | Qual. Mondiali 2014                                                   | -                                                                     | 72’                                                                   |
| 31-5-2014                                                             | Oeiras                                                                | Portogallo                                                            | 0 – 0                                                                 | Grecia                                                                | Amichevole                                                            | -                                                                     | 71’                                                                   |
| 3-6-2014                                                              | Chester                                                               | Nigeria                                                               | 0 – 0                                                                 | Grecia                                                                | Amichevole                                                            | -                                                                     |                                                                       |
| 6-6-2014                                                              | Harrison                                                              | Grecia                                                                | 2 – 1                                                                 | Bolivia                                                               | Amichevole                                                            | -                                                                     | 46’                                                                   |
| 11-10-2014                                                            | Helsinki                                                              | Finlandia                                                             | 1 – 1                                                                 | Grecia                                                                | Qual. Euro 2016                                                       | -                                                                     |                                                                       |
| 14-10-2014                                                            | Atene                                                                 | Grecia                                                                | 0 – 2                                                                 | Irlanda del Nord                                                      | Qual. Euro 2016                                                       | -                                                                     | 16’                                                                   |
| 18-11-2014                                                            | La Canea                                                              | Grecia                                                                | 0 – 2                                                                 | Serbia                                                                | Amichevole                                                            | -                                                                     |                                                                       |
| 16-6-2015                                                             | Danzica                                                               | Polonia                                                               | 0 – 0                                                                 | Grecia                                                                | Amichevole                                                            | -                                                                     |                                                                       |
| 4-9-2015                                                              | Il Pireo                                                              | Grecia                                                                | 0 – 1                                                                 | Finlandia                                                             | Qual. Euro 2016                                                       | -                                                                     |                                                                       |
| 7-9-2015                                                              | Bucarest                                                              | Romania                                                               | 0 – 0                                                                 | Grecia                                                                | Qual. Euro 2016                                                       | -                                                                     | 46’                                                                   |
| 13-11-2015                                                            | Lussemburgo                                                           | Lussemburgo                                                           | 1 – 0                                                                 | Grecia                                                                | Amichevole                                                            | -                                                                     | cap.                                                                  |
| Totale                                                                |                                                                       | Presenze                                                              | 57                                                                    |                                                                       | Reti                                                                  | 0                                                                     |                                                                       |

## Palmarès

### Club

#### Competizioni nazionali
- Campionato greco: 1

Panathinaikos: 2003-2004, 2009-2010
- Coppa di Grecia: 1

Panathinaikos: 2003-2004, 2009-2010